# Fairphone 2
El Fairphone 2 es un teléfono inteligente con pantalla táctil y doble SIM, liberado diciembre de 2015.
Es el primer teléfono inteligente modular disponible para compra y está diseñado para ser fácilmente reparado por el usuario.

Utiliza actualmente el sistema operativo Android 10. Es el segundo teléfono de la empresa social Fairphone y el primer un completamente diseñado por ellos.

El teléfono se basa en consumo responsable, utilizando minerales menos conflictivos, tiene el sello de comercio justo y materiales reciclables. Es construido en fábricas auditadas con buenas condiciones laborables.

## Diseño

### Elección de hardware
El teléfono está diseñado para tener una expectativa de vida más alta (5 años) que otros teléfonos.
El problema principal con el Fairphone 1 era un SoC (Sistema en Chip Mediatek MT6589) que no fue ampliamente utilizado y por tanto no recibió mucho soporte de software en el tiempo de software por su fabricante. Para el Fairphone 2, Fairphone optó por un chip mucho más ampliamente utilizado, la plataforma Snapdragon 801 (último modelo en 2014); la popularidad de este Sistema en Chip tendría que ayudar mantener el Fairphone 2 por un plazo mayor.
Intencionalmente Fairphone no incluyó algunas innovaciones recientes como carga inalámbrica o puertos USB-C, con el objeto de mantener un precio reducido y disminuir los problemas de compatibilidad. Sin embargo el diseño modular del teléfono permite a los diseñadores desarrollar nuevos módulos y componentes actualizados. El primero de ellos fueron módulos con cámaras mejoradas.
También la parte trasera del Farphone 2 fue equipada con pines USB para que otros participantes puedan extender sus capacidades.

### Consideraciones éticas
El teléfono fue diseñado para tener un impacto ambiental menor que teléfonos comparables del mercado de masas, ofreciendo una expectativa de vida de 5 años. El diseño modular permite que se puedan cambiar módulos individualmente sin tener que reemplazar el teléfono completo.
Muchos dispositivos electrónicos contienen "minerales conflictivos" (estaño, tungsteno, tántalo y oro) provenientes de la República Democrática del Congo (RDC), utilizados por ejércitos y grupos rebeldes para financiar guerras en el país. Por eso algunos fabricantes evitan cualquier material de la RDC, pero esto reduce las oportunidades de ocupación laboral en dicho país. La cadena de suministro del Fairphone 2 es auditada para asegurar que los minerales provienen de minas que no financien grupos armados, mientras se da apoyo a comunidades locales en la RDC (dónde esto es posible) para tener una alternativa a las minas conflictivas. El tántalo y el estaño provienen de minas libres de conflicto en la RDC, el tungsteno de Ruanda y el oro de minas certificadas como de comercio justo en Perú. Además, el teléfono incluye plástico, cobre y tungsteno reciclados.
El Fairphone 2 es ensamblado por Hi-P en Suzhou, China, en una fábrica que ha sido auditada para asegurar que cumple con los mayores estándares en condiciones de calidad laboral y medioambientales.

### Diseño modular

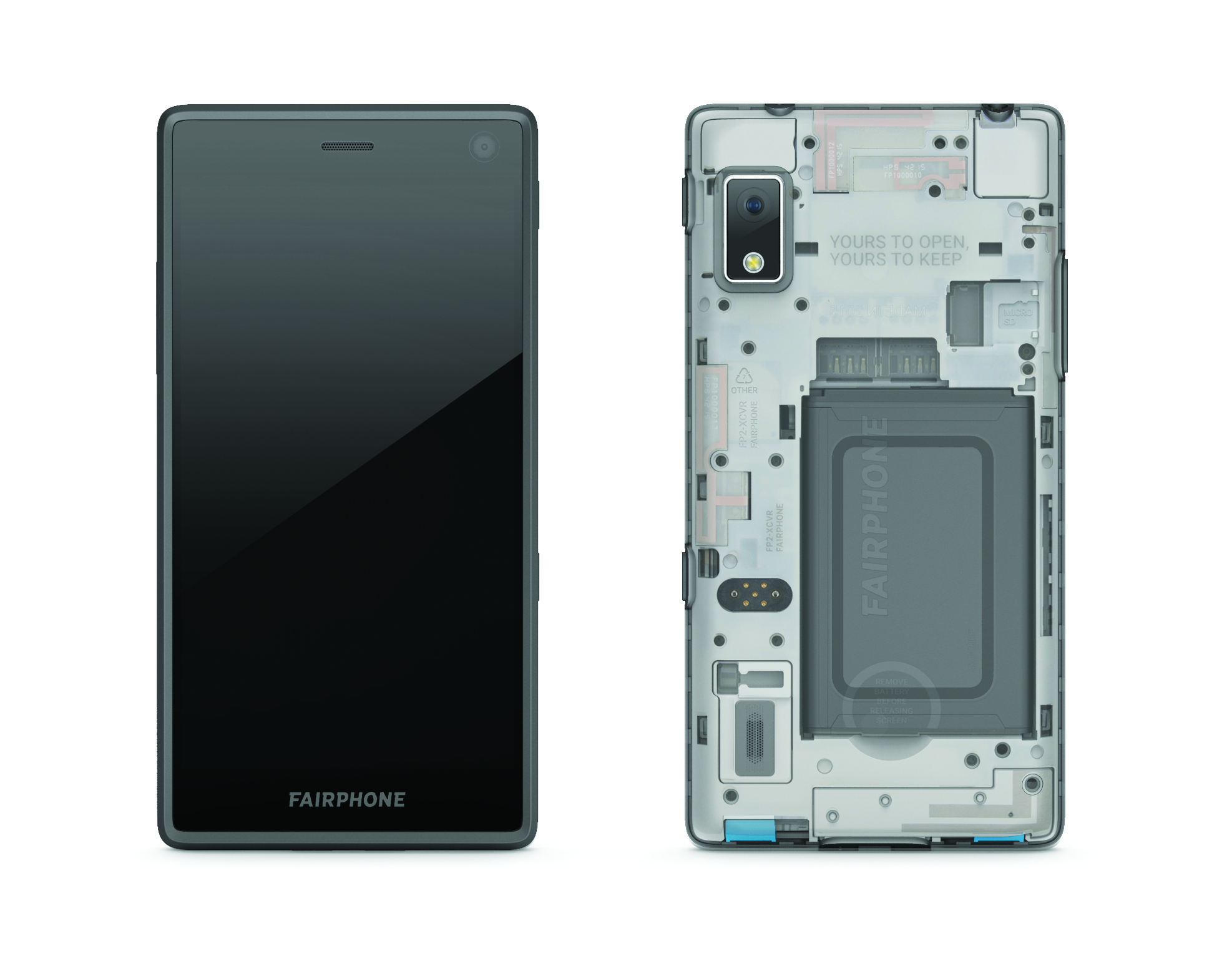
Frente y reverso del teléfono con una carcasa transparente, mostrando el diseño modular. Los componentes individuales pueden ser destacados en la imagen anotada.

El Fairphone 2 es el primer teléfono inteligente modular disponible al público general. El diseño modular, reparable fue diseñado para aumentar longevidad, con foco adicional en una mayor capacidad de reciclado del producto. Los componentes de teléfono están diseñados para ser reemplazables, con el usuario final sólo necesitando utilizar un destornillador para reemplazar componentes del teléfono. Además, es posible de reemplazar componentes individuales dentro de cada módulo.
El teléfono recibió una puntuación 10/10 respecto de su capacidad de ser reparado por el sitioiFixit, la puntuación más alta aquello nunca ha sido dado a un teléfono.
El teléfono consta de 7 partes desmontables; el chasis principal, la batería, el ensamble de la pantalla, el módulo de cámara trasero, el módulo superior (cámara selfie, auriculares, parlante, sensores), el módulo inferior (parlante de graves, vibrador, micrófono y puerto de carga), y la cubierta protectora posterior. Con la excepción del diseño de una carcasa más esbelta, el primer módulo establecido para ser actualizado fueron las cámaras, con una cámara trasera nueva con dos LED para flash y 12 megapixels, y un módulo superior con una cámara de 5 megapixels (en septiembre de 2017).

### Software
El Fairphone 2 fue lanzado con Android 5.1. Hay disponibles dos variantes de Android: la instalación de Andoid por defecto que ofrece los servicios para celulares de Google (GMS, Google mobile services) y por otro lado el sistema operativo open source Fairphone (basado en Android) que no incluye los servicios para celulares de Google y puede ser rooteado (habilitar el usuario administrador) de forma sencilla.
A diferencia de la gran mayoría de los fabricantes Fairphone se compromete a liberar regularmente parches de seguridad y otras actualizaciones. Una actualización a Android 6 fue liberada en abril de 2017, libre para todos los usuarios. Se encuentra en desarrollo el uso del sistema operativo libre alternativo Sailfish OS.

En el 2017 la comunidad de Fairphonea liberado la versión 14.1 del LineageOS, permitiendo correr un sistema operativo basado en Android 7 en el teléfono. El Fairphone 2 también puede correr Ubuntu Touch desde febrero de 2017, no obstante, este dispositivo no recibió actualización a Android 8.0, pero recibió la actualización a Android 9.0 el 28 de marzo de  2021

## Costes
El teléfono fue financiado principalmente por preórdenes, la mayoría habiéndose vendido directamente o a través de revendedores como The Phone Co-op en el reino unido . La campaña de preórdenes comenzó el 16 de julio de 2015 y terminó el 30 de septiembre de 2015, con 17418 teléfonos siendo preordenados, cuando el objetivo era de 15000.
Tal como hicieron con el Fairphone 1, Fairphone liberó los detalles de los costos del Fairphone 2. A pesar de su alto precio en comparación con otros teléfonos (un teléfono "normal" similar cuesta alrededor de 250 a 300 dólares norteamericanos)[cita requerida]), el margen de cada teléfono es de sólo €9, principalmente por su relativamente bajo volumen de venta y mayores costos de fabricación que la mayoría de los teléfonos. El precio también financia una gran gama de objetivos de Fairphone para hacerlo más ético, incluyendo programas de reciclado y asociaciones para reducir los "minerales de sangre".

## Ventas
El 16 de julio de 2015 se hicieron disponibles las preórdenes del Fairphone. Para pedir los componentes necesarios para ensamblar los primeros dispositivos, así como para generar la ganancia como para continuar la producción, la primera campaña de micromecenazgo de Fairphone estableció un objetivo de 15000 preórdenes para fines de septiembre de dicho año el objetivo fue superado alcanzando un total de 17418 preórdenes. La producción comenzó en diciembre de 2015. El 26 de mayo de 2016 Fairphone informó que su hito de vender 40,000 del Fairphone 2 había sido logrado, y que todos los  teléfonos ordenaron antes de aquella fecha había sido embarcados.